# Sougraigne
Sougraigne en idioma francés, Sogranha en idioma occitano,  es una muy pequeña localidad y comuna francesa, situada en el departamento del Aude en la región de Languedoc-Roussillon. 
A sus habitantes se les conoce en idioma francés por el gentilicio Sougraignois.

## Demografía
| 9 | 53 | 48 | 56 | 65 | 54 |
| Para los censos de 1962 a 1999 la población legal corresponde a la población sin duplicidades (Fuente: INSEE [Consultar]) |    |    |    |    |    |